# 棋正社
棋正社（きせいしゃ）は、日本の囲碁の組織。1924年（大正13年）に雁金準一、高部道平らによって設立され、1926年に行った日本棋院との対抗戦（院社対抗戦）では満天下を湧かせたが、その後3棋士は日本棋院に復帰し、1941年に雁金の離脱により事実上消滅した。

## 設立の経緯
1924年の碁界大合同により日本棋院が設立された際、それまで各組織が個々に新聞社と棋譜掲載の契約をしていたのを、日本棋院一括の抽選により提供されると言う方式に改まった。これに不満を持った報知新聞社がこの年の10月、雁金準一、鈴木為次郎、加藤信、高部道平六段、小野田千代太郎五段の5棋士と、独自の棋戦を行って棋譜を提供すると言う契約を結んだ。しかしこれは日本棋院の規約違反となる個人契約であったため、5名は日本棋院を除名となり、10月25日新たに棋正社結成を宣言し、11月16日に発会式が行われた。
翌年には雑誌「棋友」を買収して、棋正社の機関紙とした（1926年に廃刊）。

## 院社対抗戦

### 棋正社の挑戦
棋正社の5棋士は当時のスター棋士であり、かつての裨聖会と同様にすべて互先による対局という方式により対局を行ったが、木谷実ら若手の成長により層の厚くなっていた日本棋院にも勢いがあった。1925年5月には雁金の七段昇段を発表。翌年1月には鈴木の七段昇段を発表するが、鈴木は3月に棋正社を離脱して日本棋院に復帰。次いで加藤も8月に離脱した。
棋正社は読売新聞を通じて8月20日、日本棋院に対して対抗戦の呼びかけを公開した。日本棋院副総裁大倉喜七郎は当初これを拒絶したが、読売新聞社長正力松太郎の本因坊秀哉らへの交渉により、日本棋院は受けて立つこととなり、「日本棋院対棋正社敗退手合」通称院社対抗戦が行われることとなった。方式は双方の棋士が交替で出場する勝ち抜き戦形式で、初戦は本因坊秀哉と雁金準一(先番)戦で1926年（大正15年）9月27日に開始された。

### 戦局の推移
双方の主将戦とも言える秀哉雁金戦は、特別に持ち時間一人16時間の持ち時間で、打ち掛けをはさみ6日をかけて打たれた。碁は中盤から大乱戦となったが、10月18日に雁金の時間切れ負けとなった。
この対決で勝者の秀哉は健康を損ね、しばらく手合を休むことになり、2局目は高部道平と岩本薫の臨時手合が行われた。
２局目以降は、棋正社は小野田、高部、雁金の3棋士が交互に出場、日本棋院は橋本宇太郎、岩本薫など実力が段位を上回ると言われる伸び盛りの若手棋士が次々に出場し、コミ無し先番の手合割が多かったこともあって優勢に進めた。特に木谷実はジゴをはさんで8連勝を果たした。28局まで進んだところで棋正社は、碁界大合同には参加せずに神戸に隠遁していた野沢竹朝五段を加え、六段、続いて七段を贈って対抗戦に参加させる。通算42局まで行い、棋正社の14勝26敗2ジゴで終了した。
読売新聞はこれを「大正の大争碁」として大々的に宣伝し、観戦記には碁界で初めて河東碧梧桐、村松梢風、菊池寛などの文士を配し、大盤による速報を行うなどして人気を博し、発行部数が一挙に3倍になって一流紙の仲間入りを果たした。この時に紙上で解説を書いた「覆面子」の名前は、これ以降の読売新聞紙上の観戦記者に代々受け継がれる。
また院社対抗戦に続いては、これもかつてのライバル同士であった野沢竹朝と鈴木為次郎の十番碁を企画し、1927年から野沢病気による中止となる30年までに9局まで打たれて、野沢の2勝5敗2ジゴとなった。

## 消滅まで
小野田も対抗戦の途中で日本棋院に復帰し、野沢は1931年に死去、残るのは雁金と高部、及びそれぞれの弟子のみという状態となった。1930年6月に月刊機関誌『碁』を発刊、高部による打碁講評と、雁金の随想「ぶらつ記」などを掲載した。その後の参加棋士としては、東京の渡辺昇吉、荒木親吉、小沢了正、大阪の都谷森逸郎、堀憲太郎、堀田忠弘、吉田浩三、橋本国三郎、名古屋の稲垣日省、渡辺英夫などがいる。三宅一夫は名古屋に中部日本囲碁連盟（後に東海棋院）を設立するなど、地方都市や朝鮮、台湾に支部を設けるようになる。
1933年には雁金と高部の八段昇段を発表する。これには日本棋院の機関誌『棋道』に大倉喜七郎名で異議が掲載されたが、それ以上の問題には発展しなかった。
1941年に雁金が呉清源との十番碁実施などのために高部と対立し、雁金の娘婿でもあった渡辺昇吉六段など一門の棋士を率いて棋正社を離脱して瓊韻社を設立。高部の懐刀と言われていた小沢了正五段もこれに追従した。棋正社には高部だけが残ることとなり、事実上消滅となった。東海棋院の長村正英、吉川潔、板野棋源各三段、植松弘聖二段は、戦後1948年に日本棋院東海支部が東海本部に再組織する際に合流した。

## 院社対抗戦戦績
△は先番
|   | 日本棋院   |   |   | 棋正社         |   | ↓ |     | 日本棋院 |    |    | 棋正社   | − |
| - | ---------- | - | - | -------------- | - | - | --- | -------- | -- | -- | -------- | - |
|   | 本因坊秀哉 | ○ | × | 雁金準一       | △ |   | 2子 | 木谷     | ○  | ×  | 雁金     |   |
| △ | 橋本宇太郎 | ○ | × | 小野田千代太郎 |   |   | △   | 木谷     | ジ | ゴ | 小野田   |   |
| △ | 橋本       | ○ | × | 高部道平       |   |   | △   | 木谷     | ジ | ゴ | 小野田   |   |
| △ | 橋本       | × | ○ | 雁金           |   |   | △   | 木谷     | ○  | ×  | 小野田   |   |
| △ | 岩本薫     | ○ | × | 雁金           |   |   | △   | 木谷     | ○  | ×  | 高部     |   |
|   | 岩本       | × | ○ | 小野田         | △ |   | △   | 木谷     | ×  | ○  | 雁金     |   |
| △ | 福田正義   | × | ○ | 小野田         |   |   | △   | 向井一男 | ○  | ×  | 雁金     |   |
| △ | 篠原正美   | ○ | × | 小野田         |   |   | △   | 向井     | ○  | ×  | 野沢竹朝 |   |
| △ | 篠原       | ○ | × | 高部           |   |   | △   | 向井     | ○  | ×  | 高部     |   |
| △ | 篠原       | × | ○ | 雁金           |   |   | 2子 | 向井     | ○  | ×  | 雁金     |   |
| △ | 林有太郎   | ○ | × | 雁金           |   |   | 2子 | 向井     | ×  | ○  | 野沢     |   |
| △ | 林         | ○ | × | 小野田         |   |   | △   | 前田陳爾 | ×  | ○  | 野沢     |   |
| △ | 林         | ○ | × | 高部           |   |   | △   | 宮坂宷二 | ○  | ×  | 野沢     |   |
| △ | 村島誼紀   | ○ | × | 雁金           |   |   | △   | 宮坂     | ○  | ×  | 高部     |   |
| △ | 村島       | × | ○ | 小野田         |   |   | △   | 宮坂     | ×  | ○  | 雁金     |   |
| △ | 瀬越憲作   | × | ○ | 小野田         |   |   | 2子 | 長谷川章 | ○  | ×  | 雁金     |   |
| △ | 木谷       | ○ | × | 小野田         |   |   | △   | 長谷川   | ×  | ○  | 野沢     |   |
| △ | 木谷       | ○ | × | 高部           |   |   | △   | 小杉丁   | ×  | ○  | 野沢     |   |
| △ | 木谷       | ○ | × | 雁金           |   |   | 2子 | 井上一郎 | ○  | ×  | 野沢     |   |
| △ | 木谷       | ○ | × | 小野田         |   |   | △   | 井上     | ×  | ○  | 高部     |   |
| △ | 木谷       | ○ | × | 高部           |   |   | △   | 高橋俊光 | ×  | ○  | 高部     |   |

臨時手合成績
- 高部道平六段 ×-○　岩本薫六段（互先先番）
- 雁金準一七段 ×-○ 長谷川章四段（先二先先番）
- 小野田千代太郎六段 ○-× 岩本薫六段（互先先番）
- 小野田千代太郎六段（先相先先番） ○-× 野沢竹朝七段